# Sikabu
Sikabu is een bestuurslaag in het regentschap Pariaman van de provincie West-Sumatra, Indonesië. Sikabu telt 308 inwoners (volkstelling 2010).